# Supercoppa italiana (hockey su prato maschile)
La Supercoppa italiana  maschile di hockey su prato è una competizione hockeistica per club italiana, organizzato a cadenza annuale sotto la giurisdizione della FIH.
È stata istituita nel 2017-2018, e prevede una gara tra la vincitrice del campionato e la vincitrice della Coppa Italia.
La prima edizione è stata vinta dal Bra (vincitrice del campionato) sull'Amsicora (vincitrice della Coppa Italia).

## Edizioni

### 2017-2018
| Arbitri: | Ilgrande (Venezia) Zero E. (Genova) |

|                         |           |       |
| Chiesa, Giraudo, Petito | Marcatori | Carta |

## Albo d'oro
- 2017-2018 -  Bra
- 2018-2019 -  Bra
- 2020-2021 -  Bra
- 2021-2022 -  Butterfly Roma
- 2022-2023 -  Amsicora
- 2023-2024 -  Tevere Eur

## Vittorie per squadra
| Squadra        | Coppe vinte |
| -------------- | ----------- |
| Bra            | 3           |
| Butterfly Roma | 1           |
| Amsicora       | 1           |
| Tevere Eur     | 1           |